# 丹野忠晋
丹野 忠晋（たんの ただのぶ、1965年 - ）は、日本の経済学者。現在は拓殖大学政経学部教授。専門は産業組織論、ゲーム理論。北海道生まれ。

## 学歴
1983年3月 - 北海道札幌旭丘高等学校卒業
1991年3月 - 高崎経済大学経済学部卒業（経済学士）
1993年3月 - 横浜国立大学大学院経済学研究科修士課程修了（経済学修士）
1996年3月 - 一橋大学大学院経済学研究科博士後期課程単位取得退学

## 職歴
1996年4月 - 一橋大学経済学部助手
1997年4月 - 日本学術振興会特別研究員
2002年4月 - 跡見学園女子大学マネジメント学部 専任講師
2006年4月 - 跡見学園女子大学マネジメント学部 助教授
2007年4月 - 跡見学園女子大学マネジメント学部 准教授
2016年4月 - 拓殖大学政経学部 教授（現職） 

## 委員歴
2005年4月 - 公正取引委員会 競争政策研究センター 客員研究員（2008年3月まで）
2008年 - IDEI, トゥールーズ第一大学客員研究員（Visiting Researcher）（2009年まで）
2010年12月 - 日本学術振興会 科学研究費委員会専門委員（2012年11月まで） 

## 著作

### 著書
- 『入門ミクロ経済学：エコノミクス』（武隈愼一編著、金子浩一、小川浩、原千秋、山重慎二と共著）ダイヤモンド社、2005年
- 『企業結合審査と経済分析』（越知保見、NERA株式会社と共著）公正取引委員会競争政策研究センター共同研究、2005年
- 『経済数学入門 初歩から一歩ずつ』日本評論社、2017年

### 訳書
- ピーター・バーク、クヌート・シュドセーテル『エコノミスト数学マニュアル』（鈴村興太郎監訳）日本評論社、1996年